# Colmenar del Arroyo
Colmenar del Arroyo è un comune spagnolo di 1 006 abitanti situato nella comunità autonoma di Madrid.